# Articles de la Confédération
Lire en ligne

Lire en ligne

Constitution (1789)
Les Articles de la Confédération et de l'Union perpétuelle (en anglais : Articles of Confederation and Perpetual Union) sont un document élaboré le 15 novembre 1777 par le Second Congrès continental, réunion des treize États fondateurs des États-Unis d'Amérique. La nation américaine est alors en guerre depuis deux ans contre la Grande-Bretagne pour son indépendance. Les Articles établissent une première constitution qui organise les treize États en une confédération. Un des États, le Maryland, met plus de trois ans à les ratifier si bien qu’ils ne prennent effet que le 1er mars 1781. Le Congrès continental se transforme alors en Congrès de la Confédération.
Les Articles seront appliqués jusqu'à l'entrée en vigueur de l'actuelle Constitution américaine, en 1789. Ils permettent à la Confédération américaine de faire la guerre, de négocier les traités, de résoudre la question des territoires de l’ouest, d’imprimer des devises continentales et de lancer des emprunts à l’intérieur comme à l’extérieur du pays. Cette organisation est critiquée par les tenants d’un pouvoir central plus fort et par les États les plus peuplés, qui ne possédaient comme les moins peuplés qu'une seule voix au Congrès.
La Confédération fut fragilisée par le manque de revenus (elle ne pouvait lever d'impôts, et dépendait des contributions des États de l'Union), les intérêts divergents et les rivalités entre États, dans le contexte de la fin de la guerre d’indépendance et des années suivant la paix de 1783.

## Contexte

Carte des treize colonies britanniques d'Amérique du Nord en 1775.

Les patriotes américains entrent en guerre contre la Grande-Bretagne en 1775, après une période de tensions et de rébellions contre les taxes imposées par Londres. Un premier Congrès continental s'était formé l'année précédente, suivi d'un second en mai 1775. Ce Congrès prend des décisions pour les Treize Colonies, avec une grande latitude dans ses pouvoirs : il crée l'armée continentale et en nomme George Washington son commandant en chef, imprime de la monnaie, et négocie avec les puissances étrangères, tout ceci sans autre fondement ou légitimité que le consentement du peuple. Le 4 juillet 1776, les membres du Congrès signent la Déclaration d'indépendance des États-Unis. Chacune des treize colonies devient un État des États-Unis, rédige une Constitution et organise son propre gouvernement. Il devient alors nécessaire pour le Congrès d'assoir sa légitimité et de confirmer ses prérogatives à travers un texte légal définissant le fonctionnement de l'Union.
La coordination des efforts militaires contre la Grande-Bretagne et de l'approvisionnement de l'armée continentale pousse les Américains à s'unir. Les emprunts et le remboursement de la dette nécessitent également un renforcement de la centralisation fédérale : la guerre d'indépendance entraîne l’union des anciennes colonies.

## Rédaction et ratification
Afin d’unir les 13 États dans un cadre commun, les Pères fondateurs, en particulier John Dickinson, écrivent un texte national, les « Articles de la Confédération ». Il est rédigé en hâte et son élaboration soulève des oppositions entre les tenants d’un État central relativement fort et les partisans d’une autonomie importante des États fédérés. Les premiers sont d’abord appelés « nationalistes » et formeront plus tard le camp des « fédéralistes ».
Les discussions qui vont suivre la présentation du texte au congrès, le 12 juillet 1776, font ressortir les différences d'intérêts existant entre les États. Un premier débat porte sur la représentation des États : celle-ci doit-elle être égalitaire comme le souhaitent les petits États ou doit-elle prendre en compte la population comme le désirent les États les plus peuplés ? Seconde question, dans le calcul de la répartition des coûts de la guerre d'indépendance en fonction de la population des États, doit-on inclure les esclaves dans le calcul (position du nord) ou uniquement compter les hommes libres (position du sud) ? Troisième question, la vente des terres à l'ouest des 13 colonies doit-elle relever de l'Union afin de payer la dette nationale (position des États sans revendication sur ces terres comme le Rhode Island, le New Jersey, le Maryland et le Delaware) ou être de la responsabilité des États?
L'absence d'accord conduit le congrès à suspendre sa discussion le 20 août 1776. Elle reprend en avril 1777 lorsque le délégué de Caroline du Nord, Thomas Burke, introduit un amendement qui deviendra l'article 2 afin que la souveraineté réside dans les États et que les pouvoirs de la Confédération soient strictement limités à ce que ces derniers lui ont délégué. Les débats se poursuivent ensuite en octobre 1777 et le congrès se met d'accord sur une représentation égalitaire des États, élabore une formule complexe de réparation des coûts de la guerre et renonce à se doter d'un pouvoir sur les territoires de l'ouest.
En novembre 1777, les Articles de la Confédération sont prêts à être ratifiés par les États. Le premier État qui ratifia les Articles est la Virginie, le 16 décembre 1777. Mais le processus de ratification ne s’acheva que le 1er mars 1781 par le Maryland : ce retard s’explique par les nombreux débats autour du texte, notamment sur les questions de l’expansion vers l’ouest, de la représentation des États et le décompte de la population noire pour déterminer le nombre de représentants de chaque État. Le Maryland retarda la ratification jusqu’à ce que la Virginie et l’État de New York mettent fin à leurs revendications sur la vallée de l’Ohio. À partir de 1781 siège un nouveau Congrès de la Confédération, en remplacement du Second Congrès continental.

## Résumé des Articles
Le document comporte treize articles :
1. Le nom officiel de la Confédération est États-Unis d'Amérique.
2. Les États conservent leur souveraineté dans tout domaine non expressément délégué au Congrès.
3. Les États s'obligent à s'assister mutuellement pour leur défense.
4. Les habitants de chaque État peuvent circuler librement dans n'importe quel autre État, et y jouir de tous les privilèges de ses citoyens. Les personnes recherchées par la justice d'un État doivent lui être remises. Les États reconnaissent les jugements prononcés dans les autres États.
5. Tous les ans, les États enverront de deux à sept délégués au Congrès. Le vote s'y fait par État, chaque État a une voix. Les délégués sont désignés par l'assemblée législative de l'État, qui peut à volonté rappeler et changer ses délégués. Ceux-ci ne peuvent exercer leurs fonctions plus de trois ans par période de six ans.
6. Les États ne doivent pas envoyer d'ambassadeurs ou signer de traité (avec des puissances étrangères ou entre eux) sans le consentement du Congrès, ni posséder de marine, ni entrer en guerre sauf s'ils sont effectivement attaqués.
7. Lorsqu’un État fournit des troupes aux États-Unis, c'est à lui d'y nommer les officiers, jusqu'au grade de colonel.
8. Les frais de guerre et les autres dépenses communes doivent être payés par les États-Unis avec les sommes fournies par les États, à proportion de la valeur de leurs terres.
9. Le Congrès déclare la guerre et la paix, et gère les relations internationales. Il fixe le cours des monnaies (métalliques). Les décisions dans les domaines militaires, diplomatiques, ou financiers, se prennent à une majorité de neuf États.
10. Un comité formé d'un représentant par État peut, avec l'accord du Congrès, recevoir certains de ses pouvoirs entre les sessions. Les décisions s'y prennent à neuf voix, et il ne peut prendre de décision dans les domaines où neuf voix sont nécessaires au Congrès.
11. Le Canada peut rejoindre la Confédération s'il le souhaite. D'autres États peuvent y être admis, si neuf États au moins l'acceptent.
12. Les emprunts faits par le Congrès continental restent valable sous la Confédération.
13. Les États doivent respecter les décisions du Congrès dans ses domaines de compétence. L'Union est perpétuelle, les Articles ne sont modifiables que par vote du Congrès et ratification par tous les États.

## Fonctions du Congrès
Les Articles de la Confédération donnent des pouvoirs réduits au Congrès : ce dernier prend la direction de l’armée continentale ; la coordination des opérations militaires est rendue possible par le commandement de George Washington. En matière de monnaie, le Congrès peut émettre du papier monnaie mais ne peut obliger les États à lui verser des taxes ou impôts. Le gouvernement manqua donc d’argent pendant la guerre et contracta de nombreuses dettes.
Le Congrès réussit à prendre plusieurs décisions importantes au sujet de l’expansion territoriale vers l’Ouest (ordonnances de 1785 et 1787). Il fut confronté à des troubles sociaux et des émeutes dans les années 1780.

## Signataires
- New Hampshire : Josiah Bartlett et John Wentworth Jr.
- Massachusetts : John Hancock, Samuel Adams, Elbridge Gerry, Francis Dana, James Lovell et Samuel Holten
- Rhode Island : William Ellery, Henry Marchant et John Collins
- Connecticut : Roger Sherman, Samuel Huntington, Oliver Wolcott, Titus Hosmer et Andrew Adams
- New York : James Duane, Francis Lewis, William Duer et Gouverneur Morris
- New Jersey : John Witherspoon et Nathaniel Scudder
- Pennsylvanie : Robert Morris, Daniel Roberdeau, Jonathan Bayard Smith, William Clingan, Joseph Reed
- Delaware : Thomas McKean, John Dickinson, Nicholas Van Dyke
- Maryland : John Hanson et Daniel Carroll
- Virginie : Richard Henry Lee, John Banister, Thomas Adams, John Harvie, Francis Lightfoot Lee
- Caroline du Nord : John Penn, Cornelius Harnett, John Williams
- Caroline du Sud : Henry Laurens, William Henry Drayton, John Mathews, Richard Hutson, Thomas Heyward Jr.
- Géorgie : John Walton, Edward Telfair, Edward Langworthy

## Présidents du Second Congrès continental
- Samuel Huntington (1er mars 1781-9 juillet 1781)
- Thomas McKean (10 juillet 1781-4 novembre 1781)
- John Hanson (5 novembre 1781-3 novembre 1782)
- Elias Boudinot (4 novembre 1782-2 novembre 1783)
- Thomas Mifflin (3 novembre 1783-31 octobre 1784)
- Richard Henry Lee (30 novembre 1784-6 novembre 1785)
- John Hancock (23 novembre 1785-29 mai 1786)
- Nathaniel Gorham (6 juin 1786-5 novembre 1786)
- Arthur St. Clair (2 février 1787-4 novembre 1787)
- Cyrus Griffin (22 janvier 1788-2 novembre 1788)

## Échec de la Confédération
Le fonctionnement de la Confédération établi par les Articles sera un échec. Les États de l'Union sont jaloux de leur souveraineté. Leurs intérêts, en particulier commerciaux, sont divergents. Du fait qu'une législation demande une super-majorité de neuf États et qu'amender la Confédération exige l'unanimité des membres, tout accord se révèle très compliqué à être adopté. Le Congrès n'a aucun pouvoir fiscal, et donc pas de ressources propres, il peut seulement appeler les États, eux-mêmes aux prises avec le coût de la guerre, à verser leurs contributions. Celles-ci sont souvent tardives et partielles. Dans la conduite de la guerre, le Congrès se montre aussi erratique qu'avant les Articles, ce dont Washington se plaint régulièrement, et qui, après la victoire, s'inquiète quant à la capacité du pays à se défendre. La diplomatie de la Confédération est faible : ainsi, la Grande-Bretagne refuse de conclure un traité commercial qui serait sans valeur parce que le Congrès n'a pas de pouvoir sur les taxes de douanes que les États établissent. Les conséquences de l'échec seront finalement tirées avec la rédaction de la Constitution des États-Unis en 1787.
Après l'échec, faute de représentants de tous les États concernés, d'une Convention réunie à Annapolis, dans le Maryland, pour régler les problèmes commerciaux, la Virginie propose la réunion d'une convention pour proposer les aménagements nécessaires aux articles. Le Congrès accepte la proposition. La Convention se réunit à Philadelphie en Pennsylvanie, le 25 mai 1787. Peu de délégués étant alors présents, ses travaux commencent réellement le 28. Les délégués continueront à arriver dans les jours qui suivent. Onze États sont représentés : l'État de Rhode Island a écrit pour signifier son refus de la Convention, et le New Hampshire n'a pas envoyé non plus de délégués. Les délégués du Delaware ont un mandat limité, qui ne les autorise pas à revenir sur l'égalité de suffrage entre les États. La convention réunit au total cinquante cinq délégués. Les hommes politiques les plus brillants du pays sont présents, à l'exception notable de Thomas Paine, de John Adams et de Thomas Jefferson, ambassadeurs respectivement à Londres et Paris. George Washington est élu à la présidence de la convention à l'unanimité : il préside les débats.
Il y a rapidement un accord large sur la nécessité de revoir totalement les Articles, et d'accroître fortement les pouvoirs du gouvernement fédéral. La discussion s'engage sur la base d'une proposition initiale faite par John Randolph, de la délégation de Virginie et dite plan de la Virginie. Elle contient déjà l'essentiel de l'architecture de la Constitution : pouvoirs législatif, exécutif, et judiciaire séparés, parlement bicaméral, suprématie des lois de l'Union sur celles des États. Le premier et le plus sérieux sujet de conflit porte sur le mode de désignation des parlementaires, et la représentation des États. Le plan de la Virginie, soutenu par les autres grands États, Pennsylvanie et Massachusetts surtout, propose l'élection directe de la première chambre, où chaque État aurait un nombre d'élus proportionnel à son importance, et l'élection de la deuxième chambre par les membres de la première. La proposition est discutée, les votes se succèdent, article par article, phrase par phrase. Il apparaît qu'elle est inacceptable pour les petits États, qui veulent que les parlementaires soient élus par les législatures des États, et que tous les États soient à égalité. Une proposition est faite dans ce sens par William Paterson, du New Jersey, et dite plan du New Jersey. La discussion est bloquée pendant trois semaines, le ton monte entre grands et petits États, jusqu'à envisager l'échec de la Convention.
Finalement, un compromis est trouvé, fondé sur une proposition qui avait été faite la veille du plan du New Jersey par Roger Sherman, du Connecticut, et qualifié de grand compromis ou compromis du Connecticut. La chambre basse sera élue au suffrage direct, et les États représentés en proportion de leur importance. Au Sénat, les États seront à égalité. La discussion se poursuit, d'autres conflits apparaissent, notamment entre les États esclavagistes et les autres, sur la prise en compte des esclaves dans leur poids à la première chambre. La nature et les droits de l'exécutif, et d'autres points, sont encore âprement discutés, mais sans donner lieu au même type de conflit et de blocage entre des camps bien définis. Le projet de Constitution est finalement adopté, le 17 septembre 1787, et signé par la très grande majorité des délégués. Il est transmis au Congrès. Bien que certains soient mécontents que la convention ait si nettement outrepassé son mandat, qui devait se limiter à proposer des améliorations aux Articles de la Confédération, le Congrès transmet le projet de constitution aux États pour ratification.
La Constitution reprend plusieurs points des articles, mais tire les leçons de l'échec sur d'autres. Ainsi, le contenu de l'article IV est largement repris dans la nouvelle Constitution. En revanche, l'organisation des institutions est totalement changée, avec l'introduction d'un exécutif, d'un pouvoir judiciaire, et la disparition du vote par État. Les États-Unis conservent le pouvoir exclusif en matière diplomatique. Mais ils reçoivent d'autres pouvoirs, notamment l'autonomie financière avec le pouvoir de lever les impôts, la régulation du commerce inter-États ou international, sujet permanent de conflit, ainsi qu'une armée et une marine en propre. L'article II, qui limitait la Confédération aux seuls pouvoirs expressément délégués disparaît. Au contraire, les États-Unis peuvent employer tous moyens « nécessaires et appropriés » à l'exercice des pouvoirs qui leur sont confiés. Cependant, une forme affaiblie de l'article II réapparaît immédiatement, dans le Xe amendement. Le problème de la souveraineté des États agite les États-Unis, avec plusieurs conflits importants, jusqu'à être réglée, négativement, par la guerre de Sécession. Au-delà, la question de l'étendue des pouvoirs respectifs du gouvernement fédéral et des États est un sujet constant de la vie politique du pays.

## Édition
- Alexander Hamilton et al., Le Fédéraliste. Paris : Buisson 1792, 2 tomes (366 et 511 pp.)
- Alexander Hamilton, John Jay & James Madison, Le Fédéraliste, LGDJ, Paris, 1957 (réédition : Economica, Paris, 1988), trad. Gaston Jèze, 25p. (préface de l'édition de 1988) + LV p. (préface de l'édition de 1957) + 788 p.  (ISBN 2-7178-1570-8)

### Sources
- (en) Cet article est partiellement ou en totalité issu de l’article de Wikipédia en anglais intitulé « Articles of Confederation » (voir la liste des auteurs).
- (en) Francis D. Cogliano, Revolutionary America 1763 - 1815 : A Policital History, New York, Routledge, 2009, 2e éd., 324 p. (ISBN 978-0-203-88542-0), chapitre 7 (Articles of Confederation)
- (en) Stanley L. Klos, The Rise of the U. S. Presidency : And the Forgotten Capitols, Palm Harbor, ROI.us Corporation, 2008 (ISBN 978-0-9752627-8-8, présentation en ligne)
- Bernard Vincent, La Révolution américaine 1775-1783, t. 2, Nancy, Presses Universitaires de Nancy, 1985, 191 p. (ISBN 978-2-86480-211-2, BNF 34779475)
- (en) Gordon S. Wood, The American Revolution : A History, New York, Modern Library, 2002, 190 p. (ISBN 978-0-8129-7041-8)